# SOS (Ola Svensson-låt)
SOS är en låt skriven av Tony Nilsson, och framförd av Ola Svensson på albumet Good Enough 2007. Låten blev en stor hit i Sverige, och toppade svenska singellistan, samt låg totalt i 16 veckor på listan. Singeln sålde över 10 000 exemplar, och belönades med en guldskiva av IFPI.
Den 13 oktober 2007 kom låten in på Trackslistan, där den hamnade på 14:e plats. men redan följande lördag fanns den inte längre där.
Den 4 november 2007 var det dags att testa låten på Svensktoppen., men låten missade men fick en andra chans veckan därpå. Låten tog sig dock ändå inte in.

## Listplaceringar
| Lista (2007-2008) | Topplacering |
| ----------------- | ------------ |
| Sverige           | 1            |

### Fotnoter
1. ↑  ”Svensk mediedatabas”. http://smdb.kb.se/catalog/id/002125499. Läst 22 maj 2011.
2. ↑  IPFI certifications in Sweden - 2008
3. ↑  ”Tracks”. 13 oktober 2007. http://sverigesradio.se/sida/topplista.aspx?programid=2696&date=2007-10-13. Läst 22 maj 2011.
4. ↑  ”Tracks”. 20 oktober 2007. http://sverigesradio.se/sida/topplista.aspx?programid=2696&date=2007-10-20. Läst 22 maj 2011.
5. ↑  ”Svensktoppen”. 4 november 2007. http://sverigesradio.se/sida/topplista.aspx?programid=2023&date=2007-11-04. Läst 22 maj 2011.
6. ↑  ”Svensktoppen”. 11 november 2007. http://sverigesradio.se/sida/topplista.aspx?programid=2023&date=2007-11-11. Läst 22 maj 2011.
7. ↑  ”Svensktoppen”. 18 november 2007. http://sverigesradio.se/sida/topplista.aspx?programid=2023&date=2007-11-18. Läst 22 maj 2011.
8. ↑  ”Listplacering”. http://hitparad.se/showitem.asp?interpret=Ola&titel=S%2EO%2ES%2E&cat=s. Läst 22 maj 2011.